# Meiji Jingu Gaien Stadium
El Meiji Jingu Gaien Stadium (明治神宮外苑競技場?) fue un estadio multiusos ubicado en Tokio, capital de Japón.

## Historia
La construcción inició el 1 de marzo de 1922 y su apertura fue el 1 de enero de 1924, 22 meses después con una capacidad para 65000 espectadores. Fue sede de los Juegos del Lejano Oriente de 1930 donde cuatro países se enfrentaron en ocho deportes.
En ese estadio la selección nacional enfrentó a Corea del Sur en la clasificación para la Copa Mundial de Fútbol de 1954, donde los surcoreanos lograron la clasificación al mundial.
El estadio fue demolido el 31 de diciembre de 1956 para que en su lugar fuese construido el estadio Olímpico de Tokio.

## Partidos internacionales
| 7 de marzo de 1954 | Japón        | 1–5 | Corea del Sur                                                                       | Meiji Jingu Gaien Stadium, Tokio, Japón |                   |
|                    | Naganuma 16' |     | Chung Nam-sik 22' · Choi Kwang-suk 34' · Sung Nak-woon 65' · Choi Chung-min 82' 85' | Árbitro(s): Haran                       | Árbitro(s): Haran |

| 14 de marzo de 1954 | Corea del Sur                          | 2–2 | Japón           | Meiji Jingu Gaien Stadium, Tokio, Japón |                   |
|                     | Chung Nam-sik 20' · Choi Kwang-suk 43' |     | Iwatani 17' 61' | Árbitro(s): Haran                       | Árbitro(s): Haran |